# Tour du Pays basque 2003
La 43e édition du Tour du Pays basque a eu lieu du  7 au 11 avril 2003. La victoire finale est revenue à l'Espagnol Iban Mayo, vainqueur de trois étapes.

## Présentation

### Equipes
| Groupes sportifs I (14)- iBanesto.com - Lotto-Domo - CSC - ONCE-Eroski - Rabobank - Fassa Bortolo - Gerolsteiner - Telekom - Lampre - Saeco - Phonak Hearing Systems - Kelme-Costa Blanca - Cofidis-Le Crédit par Téléphone - Euskaltel-Euskadi Groupes sportifs II (4)- Mercatone Uno-Scanavino - Colchon Relax - Fuenlabrada - Paternina-Costa de Almería - Labarca-2-Café Baqué |
| |

## Les étapes
| Étape      | Date    | Villes étapes                           | type                        | Distance (km) | Vainqueur d'étape  | Leader du classement général |
| ---------- | ------- | --------------------------------------- | --------------------------- | ------------- | ------------------ | ---------------------------- |
| 1re étape  | 7 avr.  | Legazpi – Legazpi                       | étape vallonnée             | 129           | Iban Mayo          | Iban Mayo                    |
| 2e étape   | 8 avr.  | Legazpi – Plentzia                      | étape vallonnée             | 158           | Ángel Vicioso      | Ángel Vicioso                |
| 3e étape   | 9 avr.  | Plentzia – Vitoria-Gasteiz              | étape vallonnée             | 191           | Alejandro Valverde | Alejandro Valverde           |
| 4e étape   | 10 avr. | Vitoria-Gasteiz – Doneztebe-Santesteban | étape vallonnée             | 171           | Marco Pinotti      | Alejandro Valverde           |
| 5e a étape | 11 avr. | Doneztebe-Santesteban – Fontarrabie     | étape vallonnée             | 91            | Iban Mayo          | Iban Mayo                    |
| 5e b étape | 11 avr. | Fontarrabie – Fontarrabie               | contre-la-montre individuel | 13            | Iban Mayo          | Iban Mayo                    |

## Déroulement de la course

### 1reétape
| \| Classement de l'étape \| Classement de l'étape \| Classement de l'étape \| Classement de l'étape \| Classement de l'étape \| \| Coureur \| Coureur \| Pays \| Équipe \| Temps \| \| --------------------- \| --------------------- \| --------------------- \| --------------------- \| --------------------- \| |         |      |        |       |
| |         |      |        |       |
| |         |      |        |       |
| Classement de l'étape |         |      |        |       |
| Coureur | Coureur | Pays | Équipe | Temps |

| \| Classement général \| Classement général \| Classement général \| Classement général \| Classement général \| \| Coureur \| Coureur \| Pays \| Équipe \| Temps \| \| ------------------ \| ------------------ \| ------------------ \| ------------------ \| ------------------ \| |         |      |        |       |
| |         |      |        |       |
| |         |      |        |       |
| Classement général |         |      |        |       |
| Coureur | Coureur | Pays | Équipe | Temps |

### 2eétape
| \| Classement de l'étape \| Classement de l'étape \| Classement de l'étape \| Classement de l'étape \| Classement de l'étape \| \| Coureur \| Coureur \| Pays \| Équipe \| Temps \| \| --------------------- \| --------------------- \| --------------------- \| --------------------- \| --------------------- \| |         |      |        |       |
| |         |      |        |       |
| |         |      |        |       |
| Classement de l'étape |         |      |        |       |
| Coureur | Coureur | Pays | Équipe | Temps |

| \| Classement général \| Classement général \| Classement général \| Classement général \| Classement général \| \| Coureur \| Coureur \| Pays \| Équipe \| Temps \| \| ------------------ \| ------------------ \| ------------------ \| ------------------ \| ------------------ \| |         |      |        |       |
| |         |      |        |       |
| |         |      |        |       |
| Classement général |         |      |        |       |
| Coureur | Coureur | Pays | Équipe | Temps |

### 3eétape
| \| Classement de l'étape \| Classement de l'étape \| Classement de l'étape \| Classement de l'étape \| Classement de l'étape \| \| Coureur \| Coureur \| Pays \| Équipe \| Temps \| \| --------------------- \| --------------------- \| --------------------- \| --------------------- \| --------------------- \| |         |      |        |       |
| |         |      |        |       |
| |         |      |        |       |
| Classement de l'étape |         |      |        |       |
| Coureur | Coureur | Pays | Équipe | Temps |

| \| Classement général \| Classement général \| Classement général \| Classement général \| Classement général \| \| Coureur \| Coureur \| Pays \| Équipe \| Temps \| \| ------------------ \| ------------------ \| ------------------ \| ------------------ \| ------------------ \| |         |      |        |       |
| |         |      |        |       |
| |         |      |        |       |
| Classement général |         |      |        |       |
| Coureur | Coureur | Pays | Équipe | Temps |

### 4eétape
| \| Classement de l'étape \| Classement de l'étape \| Classement de l'étape \| Classement de l'étape \| Classement de l'étape \| \| Coureur \| Coureur \| Pays \| Équipe \| Temps \| \| --------------------- \| --------------------- \| --------------------- \| --------------------- \| --------------------- \| |         |      |        |       |
| |         |      |        |       |
| |         |      |        |       |
| Classement de l'étape |         |      |        |       |
| Coureur | Coureur | Pays | Équipe | Temps |

| \| Classement général \| Classement général \| Classement général \| Classement général \| Classement général \| \| Coureur \| Coureur \| Pays \| Équipe \| Temps \| \| ------------------ \| ------------------ \| ------------------ \| ------------------ \| ------------------ \| |         |      |        |       |
| |         |      |        |       |
| |         |      |        |       |
| Classement général |         |      |        |       |
| Coureur | Coureur | Pays | Équipe | Temps |

### 5eétapea
| \| Classement de l'étape \| Classement de l'étape \| Classement de l'étape \| Classement de l'étape \| Classement de l'étape \| \| Coureur \| Coureur \| Pays \| Équipe \| Temps \| \| --------------------- \| --------------------- \| --------------------- \| --------------------- \| --------------------- \| |         |      |        |       |
| |         |      |        |       |
| |         |      |        |       |
| Classement de l'étape |         |      |        |       |
| Coureur | Coureur | Pays | Équipe | Temps |

| \| Classement général \| Classement général \| Classement général \| Classement général \| Classement général \| \| Coureur \| Coureur \| Pays \| Équipe \| Temps \| \| ------------------ \| ------------------ \| ------------------ \| ------------------ \| ------------------ \| |         |      |        |       |
| |         |      |        |       |
| |         |      |        |       |
| Classement général |         |      |        |       |
| Coureur | Coureur | Pays | Équipe | Temps |

### 5eétapeb
| \| Classement de l'étape \| Classement de l'étape \| Classement de l'étape \| Classement de l'étape \| Classement de l'étape \| \| Coureur \| Coureur \| Pays \| Équipe \| Temps \| \| --------------------- \| --------------------- \| --------------------- \| --------------------- \| --------------------- \| |         |      |        |       |
| |         |      |        |       |
| |         |      |        |       |
| Classement de l'étape |         |      |        |       |
| Coureur | Coureur | Pays | Équipe | Temps |

## Classements finals

### Classement général
| \| Classement général \| Classement général \| Classement général \| Classement général \| Classement général \| \| Coureur \| Coureur \| Pays \| Équipe \| Temps \| \| ------------------ \| --------------------- \| ------------------ \| --------------------------- \| ------------------ \| \| 1er \| Iban Mayo \| Espagne \| Euskaltel-Euskadi \| 18 h 59 min 23 s \| \| 2e \| Tyler Hamilton \| États-Unis \| CSC \| + 11 s \| \| 3e \| Samuel Sánchez \| Espagne \| Euskaltel-Euskadi \| + 23 s \| \| 4e \| Dario Frigo \| Italie \| Fassa Bortolo \| + 1 min 07 s \| \| 5e \| Alejandro Valverde \| Espagne \| Kelme-Costa Blanca \| + 1 min 15 s \| \| 6e \| Aitor Osa \| Espagne \| iBanesto.com \| + 1 min 30 s \| \| 7e \| Michael Rasmussen \| Danemark \| Rabobank \| + 1 min 39 s \| \| 8e \| Wladimir Belli \| Italie \| Lampre \| + 1 min 46 s \| \| 9e \| Ángel Vicioso \| Espagne \| ONCE-Eroski \| + 1 min 51 s \| \| 10e \| Alexandre Vinokourov \| Kazakhstan \| Telekom \| + 2 min 01 s \| \| 11e \| Carlos Sastre \| Espagne \| CSC \| + 2 min 03 s \| \| 12e \| Benjamín Noval \| Espagne \| Colchon Relax - Fuenlabrada \| + 2 min 06 s \| \| 13e \| Patxi Vila \| Espagne \| Lampre \| + 2 min 18 s \| \| 14e \| Leonardo Piepoli \| Italie \| iBanesto.com \| + 2 min 22 s \| \| 15e \| Constantino Zaballa \| Espagne \| Kelme-Costa Blanca \| + 2 min 22 s \| \| 16e \| Damiano Cunego \| Italie \| Saeco \| + 2 min 28 s \| \| 17e \| José Alberto Martínez \| Espagne \| Euskaltel-Euskadi \| + 2 min 35 s \| \| 18e \| Levi Leipheimer \| États-Unis \| Rabobank \| + 2 min 37 s \| \| 19e \| Mikel Zarrabeitia \| Espagne \| ONCE-Eroski \| + 2 min 49 s \| \| 20e \| Santiago Pérez \| Espagne \| Phonak Hearing Systems \| + 2 min 51 s \| |                       |            |                             |                  |
| |                       |            |                             |                  |
| |                       |            |                             |                  |
| Classement général |                       |            |                             |                  |
| Coureur | Coureur               | Pays       | Équipe                      | Temps            |
| 1er | Iban Mayo             | Espagne    | Euskaltel-Euskadi           | 18 h 59 min 23 s |
| 2e | Tyler Hamilton        | États-Unis | CSC                         | + 11 s           |
| 3e | Samuel Sánchez        | Espagne    | Euskaltel-Euskadi           | + 23 s           |
| 4e | Dario Frigo           | Italie     | Fassa Bortolo               | + 1 min 07 s     |
| 5e | Alejandro Valverde    | Espagne    | Kelme-Costa Blanca          | + 1 min 15 s     |
| 6e | Aitor Osa             | Espagne    | iBanesto.com                | + 1 min 30 s     |
| 7e | Michael Rasmussen     | Danemark   | Rabobank                    | + 1 min 39 s     |
| 8e | Wladimir Belli        | Italie     | Lampre                      | + 1 min 46 s     |
| 9e | Ángel Vicioso         | Espagne    | ONCE-Eroski                 | + 1 min 51 s     |
| 10e | Alexandre Vinokourov  | Kazakhstan | Telekom                     | + 2 min 01 s     |
| 11e | Carlos Sastre         | Espagne    | CSC                         | + 2 min 03 s     |
| 12e | Benjamín Noval        | Espagne    | Colchon Relax - Fuenlabrada | + 2 min 06 s     |
| 13e | Patxi Vila            | Espagne    | Lampre                      | + 2 min 18 s     |
| 14e | Leonardo Piepoli      | Italie     | iBanesto.com                | + 2 min 22 s     |
| 15e | Constantino Zaballa   | Espagne    | Kelme-Costa Blanca          | + 2 min 22 s     |
| 16e | Damiano Cunego        | Italie     | Saeco                       | + 2 min 28 s     |
| 17e | José Alberto Martínez | Espagne    | Euskaltel-Euskadi           | + 2 min 35 s     |
| 18e | Levi Leipheimer       | États-Unis | Rabobank                    | + 2 min 37 s     |
| 19e | Mikel Zarrabeitia     | Espagne    | ONCE-Eroski                 | + 2 min 49 s     |
| 20e | Santiago Pérez        | Espagne    | Phonak Hearing Systems      | + 2 min 51 s     |

| Classement par points | Classement par points | Classement par points | Classement par points | Classement par points |
| Coureur               | Coureur               | Pays                  | Équipe                | Points                |
| --------------------- | --------------------- | --------------------- | --------------------- | --------------------- |
| 1er                   | Alejandro Valverde    | Espagne               | Kelme-Costa Blanca    |                       |

| Classement par points | Classement par points | Classement par points | Classement par points | Classement par points |
| Coureur               | Coureur               | Pays                  | Équipe                | Points                |
| --------------------- | --------------------- | --------------------- | --------------------- | --------------------- |
| 1er                   | Alejandro Valverde    | Espagne               | Kelme-Costa Blanca    |                       |

| Classement de la montagne | Classement de la montagne | Classement de la montagne | Classement de la montagne   | Classement de la montagne |
| Coureur                   | Coureur                   | Pays                      | Équipe                      | Points                    |
| ------------------------- | ------------------------- | ------------------------- | --------------------------- | ------------------------- |
| 1er                       | Marco Pinotti             | Italie                    | Lampre                      | 24 pts                    |
| 2e                        | Ricardo Serrano           | Espagne                   | Labarca-2-Café Baqué        | 23 pts                    |
| 3e                        | Constantino Zaballa       | Espagne                   | Kelme-Costa Blanca          | 18 pts                    |
| 4e                        | Samuel Sánchez            | Espagne                   | Euskaltel-Euskadi           | 15 pts                    |
| 5e                        | Iban Mayo                 | Espagne                   | Euskaltel-Euskadi           | 10 pts                    |
| 6e                        | Jordi Riera               | Espagne                   | Kelme-Costa Blanca          | 9 pts                     |
| 7e                        | Dario Frigo               | Italie                    | Fassa Bortolo               | 9 pts                     |
| 8e                        | Levi Leipheimer           | États-Unis                | Rabobank                    | 6 pts                     |
| 9e                        | Héctor Guerra             | Espagne                   | Colchon Relax - Fuenlabrada | 6 pts                     |
| 10e                       | Francesco Casagrande      | Italie                    | Lampre                      | 4 pts                     |

| Classement de la montagne | Classement de la montagne | Classement de la montagne | Classement de la montagne   | Classement de la montagne |
| Coureur                   | Coureur                   | Pays                      | Équipe                      | Points                    |
| ------------------------- | ------------------------- | ------------------------- | --------------------------- | ------------------------- |
| 1er                       | Marco Pinotti             | Italie                    | Lampre                      | 24 pts                    |
| 2e                        | Ricardo Serrano           | Espagne                   | Labarca-2-Café Baqué        | 23 pts                    |
| 3e                        | Constantino Zaballa       | Espagne                   | Kelme-Costa Blanca          | 18 pts                    |
| 4e                        | Samuel Sánchez            | Espagne                   | Euskaltel-Euskadi           | 15 pts                    |
| 5e                        | Iban Mayo                 | Espagne                   | Euskaltel-Euskadi           | 10 pts                    |
| 6e                        | Jordi Riera               | Espagne                   | Kelme-Costa Blanca          | 9 pts                     |
| 7e                        | Dario Frigo               | Italie                    | Fassa Bortolo               | 9 pts                     |
| 8e                        | Levi Leipheimer           | États-Unis                | Rabobank                    | 6 pts                     |
| 9e                        | Héctor Guerra             | Espagne                   | Colchon Relax - Fuenlabrada | 6 pts                     |
| 10e                       | Francesco Casagrande      | Italie                    | Lampre                      | 4 pts                     |

| Classement des sprints | Classement des sprints | Classement des sprints | Classement des sprints          | Classement des sprints |
| Coureur                | Coureur                | Pays                   | Équipe                          | Points                 |
| ---------------------- | ---------------------- | ---------------------- | ------------------------------- | ---------------------- |
| 1er                    | Carlos Torrent         | Espagne                | Paternina-Costa de Almería      | 11 pts                 |
| 2e                     | Marco Pinotti          | Italie                 | Lampre                          | 8 pts                  |
| 3e                     | Massimiliano Lelli     | Italie                 | Cofidis-Le Crédit par Téléphone | 5 pts                  |
| 4e                     | Héctor Guerra          | Espagne                | Colchon Relax - Fuenlabrada     | 5 pts                  |
| 5e                     | Jordi Riera            | Espagne                | Kelme-Costa Blanca              | 4 pts                  |
| 6e                     | Tyler Hamilton         | États-Unis             | CSC                             | 3 pts                  |
| 7e                     | Bram de Groot          | Pays-Bas               | Rabobank                        | 3 pts                  |
| 8e                     | Alejandro Valverde     | Espagne                | Kelme-Costa Blanca              | 3 pts                  |
| 9e                     | Constantino Zaballa    | Espagne                | Kelme-Costa Blanca              | 3 pts                  |
| 10e                    | Iban Mayo              | Espagne                | Euskaltel-Euskadi               | 2 pts                  |

| Classement des sprints | Classement des sprints | Classement des sprints | Classement des sprints          | Classement des sprints |
| Coureur                | Coureur                | Pays                   | Équipe                          | Points                 |
| ---------------------- | ---------------------- | ---------------------- | ------------------------------- | ---------------------- |
| 1er                    | Carlos Torrent         | Espagne                | Paternina-Costa de Almería      | 11 pts                 |
| 2e                     | Marco Pinotti          | Italie                 | Lampre                          | 8 pts                  |
| 3e                     | Massimiliano Lelli     | Italie                 | Cofidis-Le Crédit par Téléphone | 5 pts                  |
| 4e                     | Héctor Guerra          | Espagne                | Colchon Relax - Fuenlabrada     | 5 pts                  |
| 5e                     | Jordi Riera            | Espagne                | Kelme-Costa Blanca              | 4 pts                  |
| 6e                     | Tyler Hamilton         | États-Unis             | CSC                             | 3 pts                  |
| 7e                     | Bram de Groot          | Pays-Bas               | Rabobank                        | 3 pts                  |
| 8e                     | Alejandro Valverde     | Espagne                | Kelme-Costa Blanca              | 3 pts                  |
| 9e                     | Constantino Zaballa    | Espagne                | Kelme-Costa Blanca              | 3 pts                  |
| 10e                    | Iban Mayo              | Espagne                | Euskaltel-Euskadi               | 2 pts                  |

| Classement par équipes | Classement par équipes | Classement par équipes | Classement par équipes |
| Équipe                 | Équipe                 | Pays                   | Temps                  |
| ---------------------- | ---------------------- | ---------------------- | ---------------------- |

| Classement par équipes | Classement par équipes | Classement par équipes | Classement par équipes |
| Équipe                 | Équipe                 | Pays                   | Temps                  |
| ---------------------- | ---------------------- | ---------------------- | ---------------------- |

## Liste des participants
| iBanesto.com BAN | iBanesto.com BAN        | iBanesto.com BAN |
| ---------------- | ----------------------- | ---------------- |
| Num              | Coureur                 | Pos              |
| 1                | Aitor Osa (ESP)         | 6e               |
| 2                | Jon Odriozola (ESP)     |                  |
| 3                | Evgueni Petrov (RUS)    |                  |
| 4                | Denis Menchov (RUS)     |                  |
| 5                | Leonardo Piepoli (ITA)  | 14e              |
| 6                | José Luis Arrieta (ESP) |                  |
| 7                | Eladio Jiménez (ESP)    |                  |
| 8                | Xabier Zandio (ESP)     |                  |

| Lotto-Domo ___ | Lotto-Domo ___             | Lotto-Domo ___ |
| -------------- | -------------------------- | -------------- |
| Num            | Coureur                    | Pos            |
| 11             | Rik Verbrugghe (BEL)       |                |
| 12             | Axel Merckx (BEL)          |                |
| 13             | Serge Baguet (BEL)         |                |
| 14             | Christophe Brandt (BEL)    |                |
| 15             | Thierry Marichal (BEL)     |                |
| 16             | Ief Verbrugghe (BEL)       |                |
| 17             | Koos Moerenhout (NED)      |                |
| 18             | Christophe Detilloux (BEL) |                |

| CSC | CSC                     | CSC |
| --- | ----------------------- | --- |
| Num | Coureur                 | Pos |
| 21  | Tyler Hamilton (USA)    | 2e  |
| 22  | Carlos Sastre (ESP)     | 11e |
| 23  | Andrea Peron (ITA)      |     |
| 24  | Nicki Sørensen (DEN)    |     |
| 25  | Michael Blaudzun (DEN)  |     |
| 26  | Lennie Kristensen (DEN) |     |
| 27  | Manuel Calvente (ESP)   |     |

| ONCE-Eroski ONC | ONCE-Eroski ONC                 | ONCE-Eroski ONC |
| --------------- | ------------------------------- | --------------- |
| Num             | Coureur                         | Pos             |
| 31              | Joseba Beloki (ESP)             |                 |
| 32              | Igor González de Galdeano (ESP) |                 |
| 33              | Mikel Zarrabeitia (ESP)         | 19e             |
| 34              | Jörg Jaksche (GER)              |                 |
| 35              | José Azevedo (POR)              |                 |
| 36              | Ángel Vicioso (ESP)             | 9e              |
| 37              | Marcos Serrano (ESP)            |                 |
| 38              | Joaquim Rodríguez (ESP)         |                 |

| Rabobank RAB | Rabobank RAB            | Rabobank RAB |
| ------------ | ----------------------- | ------------ |
| Num          | Coureur                 | Pos          |
| 41           | Michael Boogerd (NED)   |              |
| 42           | Beat Zberg (SUI)        |              |
| 43           | Levi Leipheimer (USA)   | 18e          |
| 44           | Bram de Groot (NED)     |              |
| 45           | Michael Rasmussen (DEN) | 7e           |
| 46           | Erik Dekker (NED)       |              |
| 47           | Marc Lotz (NED)         |              |
| 48           | Grischa Niermann (GER)  |              |

| Fassa Bortolo FAS | Fassa Bortolo FAS      | Fassa Bortolo FAS |
| ----------------- | ---------------------- | ----------------- |
| Num               | Coureur                | Pos               |
| 51                | Aitor González (ESP)   |                   |
| 52                | Dario Frigo (ITA)      | 4e                |
| 53                | Ivan Basso (ITA)       |                   |
| 54                | Volodymyr Gustov (UKR) |                   |
| 55                | Kim Kirchen (LUX)      |                   |
| 56                | Dario Cioni (ITA)      |                   |
| 57                | Gorazd Štangelj (SLO)  |                   |
| 58                | Tadej Valjavec (SLO)   |                   |

| Gerolsteiner GST | Gerolsteiner GST      | Gerolsteiner GST |
| ---------------- | --------------------- | ---------------- |
| Num              | Coureur               | Pos              |
| 61               | Davide Rebellin (ITA) |                  |
| 62               | Udo Bölts (GER)       |                  |
| 63               | Georg Totschnig (AUT) |                  |
| 64               | Gianni Faresin (ITA)  |                  |
| 65               | Ronny Scholz (GER)    |                  |
| 66               | Ellis Rastelli (ITA)  |                  |
| 67               | Marcel Strauss (SUI)  |                  |
| 68               | Fabian Wegmann (GER)  |                  |

| Telekom TEL | Telekom TEL                | Telekom TEL |
| ----------- | -------------------------- | ----------- |
| Num         | Coureur                    | Pos         |
| 71          | Alexandre Vinokourov (KAZ) | 10e         |
| 72          | Andreas Klöden (GER)       |             |
| 73          | Bobby Julich (USA)         |             |
| 74          | Cadel Evans (AUS)          |             |
| 75          | Giuseppe Guerini (ITA)     |             |
| 76          | Mario Aerts (BEL)          |             |
| 77          | Matthias Kessler (GER)     |             |
| 78          | Sergueï Yakovlev (KAZ)     |             |

| Lampre LAM | Lampre LAM                 | Lampre LAM |
| ---------- | -------------------------- | ---------- |
| Num        | Coureur                    | Pos        |
| 81         | Francesco Casagrande (ITA) |            |
| 82         | Raimondas Rumšas (LTU)     |            |
| 83         | Marco Pinotti (ITA)        |            |
| 84         | Wladimir Belli (ITA)       | 8e         |
| 85         | Patxi Vila (ESP)           | 13e        |
| 86         | Sergio Barbero (ITA)       |            |
| 87         | Simone Bertoletti (ITA)    |            |
| 88         | Daniele Righi (ITA)        |            |

| Saeco SAE | Saeco SAE                    | Saeco SAE |
| --------- | ---------------------------- | --------- |
| Num       | Coureur                      | Pos       |
| 91        | Danilo Di Luca (ITA)         |           |
| 92        | Igor Astarloa (ESP)          |           |
| 93        | Damiano Cunego (ITA)         | 16e       |
| 94        | Alexandr Shefer (KAZ)        |           |
| 95        | Alessandro Spezialetti (ITA) |           |
| 96        | Juan Fuentes (ESP)           |           |
| 97        | Andrea Tonti (ITA)           |           |
| 98        | Marius Sabaliauskas (LTU)    |           |

| Phonak Hearing Systems PHO | Phonak Hearing Systems PHO  | Phonak Hearing Systems PHO |
| -------------------------- | --------------------------- | -------------------------- |
| Num                        | Coureur                     | Pos                        |
| 101                        | Benoît Salmon (FRA)         |                            |
| 102                        | Juan Carlos Domínguez (ESP) |                            |
| 103                        | Gonzalo Bayarri (ESP)       |                            |
| 104                        | Iker Camaño (ESP)           |                            |
| 106                        | Alexandre Moos (SUI)        |                            |
| 107                        | Alex Zülle (SUI)            |                            |
| 108                        | Santiago Pérez (ESP)        | 20e                        |

| Kelme-Costa Blanca KEL | Kelme-Costa Blanca KEL           | Kelme-Costa Blanca KEL |
| ---------------------- | -------------------------------- | ---------------------- |
| Num                    | Coureur                          | Pos                    |
| 111                    | Francisco Cabello (ESP)          |                        |
| 112                    | Alejandro Valverde (ESP)         | 5e                     |
| 113                    | Constantino Zaballa (ESP)        | 15e                    |
| 114                    | Adolfo García Quesada (ESP)      |                        |
| 115                    | José Ignacio Gutiérrez (ESP)     |                        |
| 116                    | Jordi Riera (ESP)                |                        |
| 117                    | Alexis Rodríguez Hernández (ESP) |                        |
| 118                    | Julián Usano (ESP)               |                        |

| Cofidis-Le Crédit par Téléphone COF | Cofidis-Le Crédit par Téléphone COF | Cofidis-Le Crédit par Téléphone COF |
| ----------------------------------- | ----------------------------------- | ----------------------------------- |
| Num                                 | Coureur                             | Pos                                 |
| 121                                 | Massimiliano Lelli (ITA)            |                                     |
| 122                                 | Bingen Fernández (ESP)              |                                     |
| 123                                 | Dmitriy Fofonov (KAZ)               |                                     |
| 124                                 | Daniel Atienza (ESP)                |                                     |
| 125                                 | Frédéric Bessy (FRA)                |                                     |
| 126                                 | Angelo Lopeboselli (ITA)            |                                     |
| 127                                 | Marek Rutkiewicz (POL)              |                                     |

| Mercatone Uno-Scanavino ___ | Mercatone Uno-Scanavino ___ | Mercatone Uno-Scanavino ___ |
| --------------------------- | --------------------------- | --------------------------- |
| Num                         | Coureur                     | Pos                         |
| 131                         | Marco Pantani (ITA)         |                             |
| 132                         | Ruggero Borghi (ITA)        |                             |
| 133                         | Daniel Clavero (ESP)        |                             |
| 134                         | Roberto Conti (ITA)         |                             |
| 135                         | Massimo Codol (ITA)         |                             |
| 136                         | Cristian Gasperoni (ITA)    |                             |
| 137                         | Sylwester Szmyd (POL)       |                             |
| 138                         | Francesco Bellotti (ITA)    |                             |

| Euskaltel-Euskadi EUS | Euskaltel-Euskadi EUS       | Euskaltel-Euskadi EUS |
| --------------------- | --------------------------- | --------------------- |
| Num                   | Coureur                     | Pos                   |
| 141                   | David Etxebarria (ESP)      | 3e                    |
| 142                   | José Alberto Martínez (ESP) | 17e                   |
| 143                   | Iban Mayo (ESP)             | 1er                   |
| 144                   | Haimar Zubeldia (ESP)       |                       |
| 146                   | Roberto Laiseka (ESP)       |                       |
| 147                   | Iker Flores (ESP)           |                       |
| 148                   | Samuel Sánchez (ESP)        |                       |

| Colchon Relax - Fuenlabrada ___ | Colchon Relax - Fuenlabrada ___ | Colchon Relax - Fuenlabrada ___ |
| ------------------------------- | ------------------------------- | ------------------------------- |
| Num                             | Coureur                         | Pos                             |
| 151                             | Antonio Colom (ESP)             |                                 |
| 152                             | Héctor Guerra (ESP)             |                                 |
| 153                             | José Manuel Vázquez (ESP)       |                                 |
| 154                             | David Navas (ESP)               |                                 |
| 155                             | Germán Nieto (ESP)              |                                 |
| 156                             | Benjamín Noval (ESP)            | 12e                             |
| 157                             | Luis Pasamontes (ESP)           |                                 |
| 158                             | Santiago Blanco (ESP)           |                                 |

| Paternina-Costa de Almería ALM | Paternina-Costa de Almería ALM    | Paternina-Costa de Almería ALM |
| ------------------------------ | --------------------------------- | ------------------------------ |
| Num                            | Coureur                           | Pos                            |
| 161                            | Carlos Ramon Golbano García (ESP) |                                |
| 162                            | Gustavo Toledo (ARG)              |                                |
| 163                            | Carlos Torrent (ESP)              |                                |
| 164                            | Joaquín López (ESP)               |                                |
| 165                            | Dermot Nally (IRL)                |                                |
| 166                            | Jorge Ferrío (ESP)                |                                |
| 167                            | Darío Gadeo (ESP)                 |                                |
| 168                            | José Antonio Garrido (ESP)        |                                |

| Labarca-2-Café Baqué ___ | Labarca-2-Café Baqué ___          | Labarca-2-Café Baqué ___ |
| ------------------------ | --------------------------------- | ------------------------ |
| Num                      | Coureur                           | Pos                      |
| 171                      | Aitor Kintana (ESP)               |                          |
| 172                      | Francisco Gutiérrez Álvarez (ESP) |                          |
| 173                      | Marcelino García (ESP)            |                          |
| 174                      | José Javier Gómez (ESP)           |                          |
| 175                      | David López García (ESP)          |                          |
| 176                      | Gustavo Otero (ESP)               |                          |
| 177                      | Ricardo Serrano (ESP)             |                          |

| SUNTRACS Fútbol Club ___ | SUNTRACS Fútbol Club ___         | SUNTRACS Fútbol Club ___ |
| ------------------------ | -------------------------------- | ------------------------ |
| Num                      | Coureur                          | Pos                      |
| 178                      | Francisco Palacios Alleyne (PAN) |                          |

| iBanesto.com BAN | iBanesto.com BAN        | iBanesto.com BAN |
| ---------------- | ----------------------- | ---------------- |
| Num              | Coureur                 | Pos              |
| 1                | Aitor Osa (ESP)         | 6e               |
| 2                | Jon Odriozola (ESP)     |                  |
| 3                | Evgueni Petrov (RUS)    |                  |
| 4                | Denis Menchov (RUS)     |                  |
| 5                | Leonardo Piepoli (ITA)  | 14e              |
| 6                | José Luis Arrieta (ESP) |                  |
| 7                | Eladio Jiménez (ESP)    |                  |
| 8                | Xabier Zandio (ESP)     |                  |

| Lotto-Domo ___ | Lotto-Domo ___             | Lotto-Domo ___ |
| -------------- | -------------------------- | -------------- |
| Num            | Coureur                    | Pos            |
| 11             | Rik Verbrugghe (BEL)       |                |
| 12             | Axel Merckx (BEL)          |                |
| 13             | Serge Baguet (BEL)         |                |
| 14             | Christophe Brandt (BEL)    |                |
| 15             | Thierry Marichal (BEL)     |                |
| 16             | Ief Verbrugghe (BEL)       |                |
| 17             | Koos Moerenhout (NED)      |                |
| 18             | Christophe Detilloux (BEL) |                |

| CSC | CSC                     | CSC |
| --- | ----------------------- | --- |
| Num | Coureur                 | Pos |
| 21  | Tyler Hamilton (USA)    | 2e  |
| 22  | Carlos Sastre (ESP)     | 11e |
| 23  | Andrea Peron (ITA)      |     |
| 24  | Nicki Sørensen (DEN)    |     |
| 25  | Michael Blaudzun (DEN)  |     |
| 26  | Lennie Kristensen (DEN) |     |
| 27  | Manuel Calvente (ESP)   |     |

| ONCE-Eroski ONC | ONCE-Eroski ONC                 | ONCE-Eroski ONC |
| --------------- | ------------------------------- | --------------- |
| Num             | Coureur                         | Pos             |
| 31              | Joseba Beloki (ESP)             |                 |
| 32              | Igor González de Galdeano (ESP) |                 |
| 33              | Mikel Zarrabeitia (ESP)         | 19e             |
| 34              | Jörg Jaksche (GER)              |                 |
| 35              | José Azevedo (POR)              |                 |
| 36              | Ángel Vicioso (ESP)             | 9e              |
| 37              | Marcos Serrano (ESP)            |                 |
| 38              | Joaquim Rodríguez (ESP)         |                 |

| Rabobank RAB | Rabobank RAB            | Rabobank RAB |
| ------------ | ----------------------- | ------------ |
| Num          | Coureur                 | Pos          |
| 41           | Michael Boogerd (NED)   |              |
| 42           | Beat Zberg (SUI)        |              |
| 43           | Levi Leipheimer (USA)   | 18e          |
| 44           | Bram de Groot (NED)     |              |
| 45           | Michael Rasmussen (DEN) | 7e           |
| 46           | Erik Dekker (NED)       |              |
| 47           | Marc Lotz (NED)         |              |
| 48           | Grischa Niermann (GER)  |              |

| Fassa Bortolo FAS | Fassa Bortolo FAS      | Fassa Bortolo FAS |
| ----------------- | ---------------------- | ----------------- |
| Num               | Coureur                | Pos               |
| 51                | Aitor González (ESP)   |                   |
| 52                | Dario Frigo (ITA)      | 4e                |
| 53                | Ivan Basso (ITA)       |                   |
| 54                | Volodymyr Gustov (UKR) |                   |
| 55                | Kim Kirchen (LUX)      |                   |
| 56                | Dario Cioni (ITA)      |                   |
| 57                | Gorazd Štangelj (SLO)  |                   |
| 58                | Tadej Valjavec (SLO)   |                   |

| Gerolsteiner GST | Gerolsteiner GST      | Gerolsteiner GST |
| ---------------- | --------------------- | ---------------- |
| Num              | Coureur               | Pos              |
| 61               | Davide Rebellin (ITA) |                  |
| 62               | Udo Bölts (GER)       |                  |
| 63               | Georg Totschnig (AUT) |                  |
| 64               | Gianni Faresin (ITA)  |                  |
| 65               | Ronny Scholz (GER)    |                  |
| 66               | Ellis Rastelli (ITA)  |                  |
| 67               | Marcel Strauss (SUI)  |                  |
| 68               | Fabian Wegmann (GER)  |                  |

| Telekom TEL | Telekom TEL                | Telekom TEL |
| ----------- | -------------------------- | ----------- |
| Num         | Coureur                    | Pos         |
| 71          | Alexandre Vinokourov (KAZ) | 10e         |
| 72          | Andreas Klöden (GER)       |             |
| 73          | Bobby Julich (USA)         |             |
| 74          | Cadel Evans (AUS)          |             |
| 75          | Giuseppe Guerini (ITA)     |             |
| 76          | Mario Aerts (BEL)          |             |
| 77          | Matthias Kessler (GER)     |             |
| 78          | Sergueï Yakovlev (KAZ)     |             |

| Lampre LAM | Lampre LAM                 | Lampre LAM |
| ---------- | -------------------------- | ---------- |
| Num        | Coureur                    | Pos        |
| 81         | Francesco Casagrande (ITA) |            |
| 82         | Raimondas Rumšas (LTU)     |            |
| 83         | Marco Pinotti (ITA)        |            |
| 84         | Wladimir Belli (ITA)       | 8e         |
| 85         | Patxi Vila (ESP)           | 13e        |
| 86         | Sergio Barbero (ITA)       |            |
| 87         | Simone Bertoletti (ITA)    |            |
| 88         | Daniele Righi (ITA)        |            |

| Saeco SAE | Saeco SAE                    | Saeco SAE |
| --------- | ---------------------------- | --------- |
| Num       | Coureur                      | Pos       |
| 91        | Danilo Di Luca (ITA)         |           |
| 92        | Igor Astarloa (ESP)          |           |
| 93        | Damiano Cunego (ITA)         | 16e       |
| 94        | Alexandr Shefer (KAZ)        |           |
| 95        | Alessandro Spezialetti (ITA) |           |
| 96        | Juan Fuentes (ESP)           |           |
| 97        | Andrea Tonti (ITA)           |           |
| 98        | Marius Sabaliauskas (LTU)    |           |

| Phonak Hearing Systems PHO | Phonak Hearing Systems PHO  | Phonak Hearing Systems PHO |
| -------------------------- | --------------------------- | -------------------------- |
| Num                        | Coureur                     | Pos                        |
| 101                        | Benoît Salmon (FRA)         |                            |
| 102                        | Juan Carlos Domínguez (ESP) |                            |
| 103                        | Gonzalo Bayarri (ESP)       |                            |
| 104                        | Iker Camaño (ESP)           |                            |
| 106                        | Alexandre Moos (SUI)        |                            |
| 107                        | Alex Zülle (SUI)            |                            |
| 108                        | Santiago Pérez (ESP)        | 20e                        |

| Kelme-Costa Blanca KEL | Kelme-Costa Blanca KEL           | Kelme-Costa Blanca KEL |
| ---------------------- | -------------------------------- | ---------------------- |
| Num                    | Coureur                          | Pos                    |
| 111                    | Francisco Cabello (ESP)          |                        |
| 112                    | Alejandro Valverde (ESP)         | 5e                     |
| 113                    | Constantino Zaballa (ESP)        | 15e                    |
| 114                    | Adolfo García Quesada (ESP)      |                        |
| 115                    | José Ignacio Gutiérrez (ESP)     |                        |
| 116                    | Jordi Riera (ESP)                |                        |
| 117                    | Alexis Rodríguez Hernández (ESP) |                        |
| 118                    | Julián Usano (ESP)               |                        |

| Cofidis-Le Crédit par Téléphone COF | Cofidis-Le Crédit par Téléphone COF | Cofidis-Le Crédit par Téléphone COF |
| ----------------------------------- | ----------------------------------- | ----------------------------------- |
| Num                                 | Coureur                             | Pos                                 |
| 121                                 | Massimiliano Lelli (ITA)            |                                     |
| 122                                 | Bingen Fernández (ESP)              |                                     |
| 123                                 | Dmitriy Fofonov (KAZ)               |                                     |
| 124                                 | Daniel Atienza (ESP)                |                                     |
| 125                                 | Frédéric Bessy (FRA)                |                                     |
| 126                                 | Angelo Lopeboselli (ITA)            |                                     |
| 127                                 | Marek Rutkiewicz (POL)              |                                     |

| Mercatone Uno-Scanavino ___ | Mercatone Uno-Scanavino ___ | Mercatone Uno-Scanavino ___ |
| --------------------------- | --------------------------- | --------------------------- |
| Num                         | Coureur                     | Pos                         |
| 131                         | Marco Pantani (ITA)         |                             |
| 132                         | Ruggero Borghi (ITA)        |                             |
| 133                         | Daniel Clavero (ESP)        |                             |
| 134                         | Roberto Conti (ITA)         |                             |
| 135                         | Massimo Codol (ITA)         |                             |
| 136                         | Cristian Gasperoni (ITA)    |                             |
| 137                         | Sylwester Szmyd (POL)       |                             |
| 138                         | Francesco Bellotti (ITA)    |                             |

| Euskaltel-Euskadi EUS | Euskaltel-Euskadi EUS       | Euskaltel-Euskadi EUS |
| --------------------- | --------------------------- | --------------------- |
| Num                   | Coureur                     | Pos                   |
| 141                   | David Etxebarria (ESP)      | 3e                    |
| 142                   | José Alberto Martínez (ESP) | 17e                   |
| 143                   | Iban Mayo (ESP)             | 1er                   |
| 144                   | Haimar Zubeldia (ESP)       |                       |
| 146                   | Roberto Laiseka (ESP)       |                       |
| 147                   | Iker Flores (ESP)           |                       |
| 148                   | Samuel Sánchez (ESP)        |                       |

| Colchon Relax - Fuenlabrada ___ | Colchon Relax - Fuenlabrada ___ | Colchon Relax - Fuenlabrada ___ |
| ------------------------------- | ------------------------------- | ------------------------------- |
| Num                             | Coureur                         | Pos                             |
| 151                             | Antonio Colom (ESP)             |                                 |
| 152                             | Héctor Guerra (ESP)             |                                 |
| 153                             | José Manuel Vázquez (ESP)       |                                 |
| 154                             | David Navas (ESP)               |                                 |
| 155                             | Germán Nieto (ESP)              |                                 |
| 156                             | Benjamín Noval (ESP)            | 12e                             |
| 157                             | Luis Pasamontes (ESP)           |                                 |
| 158                             | Santiago Blanco (ESP)           |                                 |

| Paternina-Costa de Almería ALM | Paternina-Costa de Almería ALM    | Paternina-Costa de Almería ALM |
| ------------------------------ | --------------------------------- | ------------------------------ |
| Num                            | Coureur                           | Pos                            |
| 161                            | Carlos Ramon Golbano García (ESP) |                                |
| 162                            | Gustavo Toledo (ARG)              |                                |
| 163                            | Carlos Torrent (ESP)              |                                |
| 164                            | Joaquín López (ESP)               |                                |
| 165                            | Dermot Nally (IRL)                |                                |
| 166                            | Jorge Ferrío (ESP)                |                                |
| 167                            | Darío Gadeo (ESP)                 |                                |
| 168                            | José Antonio Garrido (ESP)        |                                |

| Labarca-2-Café Baqué ___ | Labarca-2-Café Baqué ___          | Labarca-2-Café Baqué ___ |
| ------------------------ | --------------------------------- | ------------------------ |
| Num                      | Coureur                           | Pos                      |
| 171                      | Aitor Kintana (ESP)               |                          |
| 172                      | Francisco Gutiérrez Álvarez (ESP) |                          |
| 173                      | Marcelino García (ESP)            |                          |
| 174                      | José Javier Gómez (ESP)           |                          |
| 175                      | David López García (ESP)          |                          |
| 176                      | Gustavo Otero (ESP)               |                          |
| 177                      | Ricardo Serrano (ESP)             |                          |

| SUNTRACS Fútbol Club ___ | SUNTRACS Fútbol Club ___         | SUNTRACS Fútbol Club ___ |
| ------------------------ | -------------------------------- | ------------------------ |
| Num                      | Coureur                          | Pos                      |
| 178                      | Francisco Palacios Alleyne (PAN) |                          |